# Forêt de Dourdan
La forêt de Dourdan est une forêt domaniale gérée par l'ONF, située dans les départements de l’Essonne et des Yvelines et la région Île-de-France à quarante kilomètres au sud-ouest de Paris.

## Géographie physique
La forêt de Dourdan s'étend sur 1 582 hectares à l'extrémité sud-ouest du territoire du Hurepoix, sur les coteaux de la vallée de l'Orge. Elle se compose de la forêt de Saint-Arnoult au nord et de la forêt de l'Ouÿe au sud séparées par la vallée de l'Orge et la forêt communale de Dourdan.
L'ensemble est situé à l'extrémité nord-est du plateau de la Beauce.

### Géologie
Les zones situées en fond de vallée, ainsi que les plateaux sont constitués de sols argileux où poussent essentiellement des feuillus.
Les pentes, plus sablonneuses, laissent la place aux pins.

## Faune et flore

### Flore

#### Arbres
Le chêne est la principale essence de la forêt ; à certains endroits sablonneux il est remplacé par des pins.
On y trouve également châtaigniers, frênes, hêtres, bouleaux et charmes ainsi qu'une dizaine de cormiers.

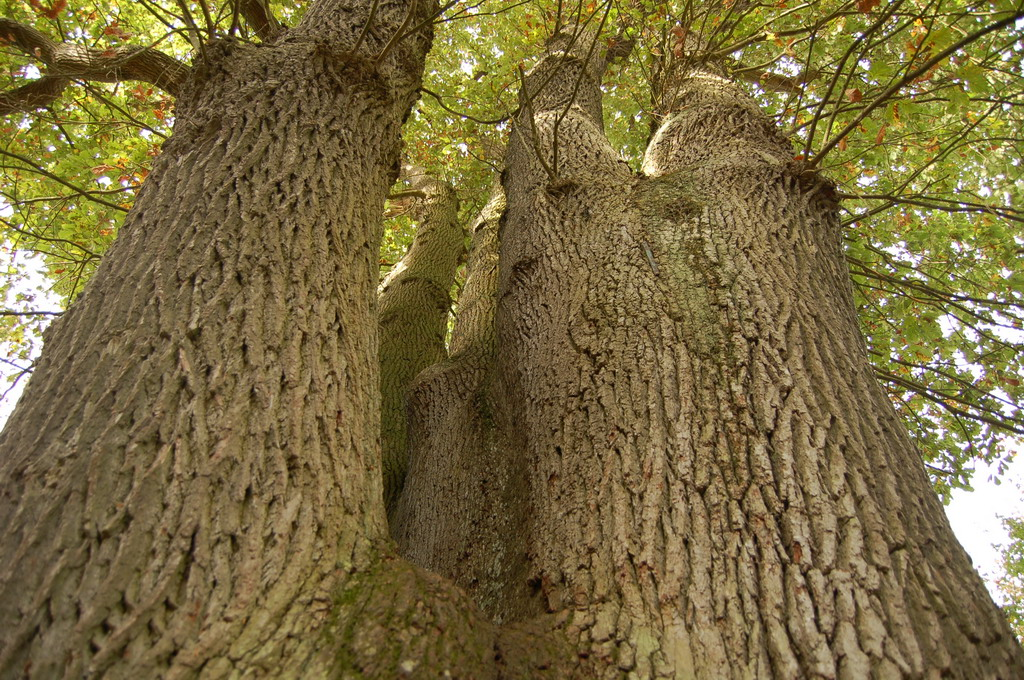
Le chêne des Six Frères.

La forêt de Dourdan abrite un certain nombre de chênes pluricentenaires, notamment le « chêne de l'Ouÿe » (170 ans), le « chêne Marie Poussepin » (170 ans), le « chêne aux loups » (250 ans), le « chêne Saint Louis », le « chêne du Breton »,,.
Mais le plus remarquable d'entre eux est sans doute le « chêne des Six Frères », gigantesque chêne rouvre âgé de 500 ans, possédant un énorme tronc de 6,70 m de circonférence et dominant la forêt du haut de ses 33 m. Il est ainsi dénommé car sa souche (la cépée, issue d'un unique gland) se divise en six troncs, ce qui est extrêmement rare. Ce chêne fut un lieu de pèlerinage et de procession car au centre de l’arbre existe une cuvette presque toujours remplie d’une eau que l’on dit bénite.

#### Champignons
Les principales espèces de champignons répertoriées sont : Botryobasidium conspersum, Cortinarius cinnamomeolutea var. porphyreovelatus, huronensis, uliginobtusus, uliginosus, Hymenochaete tabacina, Inocybe flavella, Lachnum impudicum, Psathyrella sphagnicola, Psilocybe crobula, Ramaria flavescens, Trechispora praefocata.

### Faune
La forêt abrite différents animaux : cerfs, chevreuils, sangliers.
On y trouve également d'autres mammifères tels que l’écureuil, le blaireau, le hérisson ou  des chauves-souris.
On compte une soixantaine d’espèces d’oiseaux vivant dans la forêt. Certains y vivent toute l'année, comme le rouge-gorge. D’autres n'y font qu'un passage saisonnier, comme le coucou durant les beaux jours, ou la grive mauvis l'hiver.
Les chants que l'on peut entendre sont principalement le fait des mésanges et des pouillots. Quant aux martèlements, ils sont le fait de quatre espèces de pics : Pic vert, Pic noir, Pic épeiche, Pic mar.

## Histoire
Dès les Mérovingiens, ces massifs appartiennent au domaine royal. La forêt de l’Ouÿe doit son nom à l’abbaye fondée en 1163 par Louis le Pieux.
Philippe Auguste révoque la donation faite par son père mais Saint Louis rendit le domaine aux religieuses qui le conservèrent jusqu’à la Révolution.
Le reste de la forêt fut souvent donné en apanage à des princes de sang. Louis XIV l’octroya à son frère Philippe d’Orléans. Elle est restée dans la famille d’Orléans jusqu’à la Révolution.
En 1870, la forêt jusqu'alors propriété des seigneurs locaux revint définitivement à l'État.
Jusqu'à 1958, la forêt était plantée en taillis sous futaie avant d'être remplacée par des futaies de chênes.

## Lieux remarquables
Elle accueille dans sa partie sud l'abbaye Notre-Dame de l'Ouÿe fondée en 1163.

## Géographie administrative
La forêt s'étend sur le territoire des communes essonniennes de Dourdan, Les Granges-le-Roi et Corbreuse et des communes yvelinoises de Sainte-Mesme et Saint-Arnoult-en-Yvelines.
La forêt est traversée par les sentiers de grande randonnée GR 1 et GR 111 ainsi que de nombreux sentiers balisés tant pour la randonnée pédestre que pour l'équitation.

## Pour approfondir